# Mario Di Nardo
Mario Di Nardo (Roma, 1929) è uno sceneggiatore italiano.

## Biografia
La sua prima sceneggiatura è del 1953 con il film Dieci canzoni d'amore da salvare diretto da Flavio Calzavara. come regista nel 1967 ha realizzato il suo unico film Non sta bene rubare il tesoro. Dal 1973 è stato anche produttore.

## Filmografia

### Sceneggiatore
- Dieci canzoni d'amore da salvare, regia di Flavio Calzavara (1953)
- Afrodite, dea dell'amore, regia di Mario Bonnard (1958)
- Tre dollari di piombo (Tres dólares de plomo), regia di Pino Mercanti (1964)
- 15 forche per un assassino, regia di Nunzio Malasomma (1967)
- I bastardi, regia di Duccio Tessari (1968)
- Il pistolero dell'Ave Maria, regia di Ferdinando Baldi (1969)
- La morte bussa due volte (Blonde Köder für den Mörder), regia di Harald Philipp (1969)
- Ciakmull - L'uomo della vendetta, regia di Enzo Barboni (1970)
- La colomba non deve volare, regia di Sergio Garrone (1970)
- 5 bambole per la luna d'agosto, regia di Mario Bava (1970)
- Roy Colt & Winchester Jack, regia di Mario Bava (1970)
- Ma chi t'ha dato la patente?, regia di Nando Cicero (1970)
- Commando di spie (Consigna: matar al comandante en jefe), regia di José Luis Merino (1970)
- Bubù, regia di Mauro Bolognini (1971)
- La volpe dalla coda di velluto (El ojo del huracán), regia di José María Forqué (1971)
- I pirati dell'isola verde (Los corsarios), regia di Ferdinando Baldi (1971)
- Giornata nera per l'ariete, regia di Luigi Bazzoni (1971)
- I due volti della paura (Coartada en disco rojo), regia di Tulio Demicheli (1972)
- Un tipo con una faccia strana ti cerca per ucciderti (Ricco), regia di Tulio Demicheli (1973)
- Un modo di essere donna, regia di Pier Ludovico Pavoni (1973) anche produttore
- La ragazza dalla pelle di luna, regia di Luigi Scattini (1974)
- Amore libero - Free Love, regia di Pier Ludovico Pavoni (1974)
- L'amica di mia madre, regia di Mauro Ivaldi (1975)
- Yeti - Il gigante del 20º secolo, regia di Gianfranco Parolini (1977) anche produttore
- Fratello del nostro Dio, regia di Krzysztof Zanussi (1997)

### Produttore
- Nove ospiti per un delitto, regia di Ferdinando Baldi (1977)
- La bottega dell'orefice, regia di Michael Anderson (1988)

### Regista
- Non sta bene rubare il tesoro (1967)

### Attore
- Cwal, regia di Krzysztof Zanussi (1996)